# Посёлок участка Кайбердинского лесничества
Посёлок участка Кайбердинского лесничества — исключённый из учётных данных в 1981 году посёлок Знаменского сельсовета Белебеевского района БАССР.

## География
Находился в 26 км от райцентра (г. Белебей), в 8 км от центра сельсовета — с. Знаменка, в 15 км от станции Глуховская.

## История
Ликвидирован согласно Указу Президиума ВС Башкирской АССР от 14.09.1981 N 6-2/327 «Об исключении некоторых населенных пунктов из учетных данных по административно-территориальному делению Башкирской АССР».

## Население
На 1 января 1969 года проживали 111 человек; преимущественно татары.
На 1972 год проживали преимущественно татары.